# Shake (Zeiteinheit)
Shake war ein informelles amerikanisches Zeitmaß im Bereich Nuklearphysik.
1 Shake = 10−8 Sekunden = 10 ns